# Paquito Montaner
Francisco "Paquito" Montaner (16 de agosto de 1894 – 5 de abril de 1945) fue un lanzador de béisbol puertorriqueño de Ponce. Fue el primer lanzador en la historia de Puerto Rico en jugar un "no-hitter", es decir, que disputó un juego donde el equipo opuesto no anotó ninguna carrera. Este suceso aconteció el 10 de diciembre de 1911. A Montaner se le honra con el nombre de uno de los estadios de béisbol más grandes de Puerto Rico, el de la liga de béisbol profesional Estadio Francisco Montaner en Ponce. En el año 1955, Montaner fue incluido en el Salón de la Fama del Béisbol Puertorriqueño y, en el año 1983, fue inducido en la Galería de los Inmortales del Deporte Ponceño.

## Primeros años
Francisco "Paquito" Alfonso Montaner García nació en Ponce, Puerto Rico, el 16 de agosto de 1894, hijo de Francisco Montaner Colon y Eugenia García Colon. Sus padres se separaron cuando Montaner era pequeño y él fue criado por su madre, junto a sus otros tres hermanos, Manolo, Mercedes y Amanda. Su padre era miembro de la junta del partido Unionista. Montaner se graduó de la escuela Ponce High School.

## Carrera de beisból
La historia de Montaner García predata a los años de la formación del béisbol profesional en Puerto Rico, el cual no fue organizado hasta el año 1926. Montanér fue uno de los más aclamados lanzadores puertorriqueños de todos los tiempos. También se desempeñó brillantemente como jugador de base interna. Anterior a esto, Montaner fue responsable de llevar el nombre de su alma mater, la Ponce High School, a la cima del deporte puertorriqueño. En una ocasión Montaner García lanzó dos juegos corridos y durante el mismo día, sin permitirle al equipo opositor, el equipo de la escuela Central High School de Santurce, que anotara ni una sola carrera. En otra ocasión Montaner logró ponchar corridamente a 15 bateadores en sucesión.
En el año 1914, Montaner eliminó al equipo All-American cuando Montaner lanzó el no-hitter contra ese equipo el cual estaba formado exclusivamente de jugadores norteamericanos pertenecientes a equipos de las grandes ligas del béisbol. Tras haberse completado ese juego, el equipo All-American le extendió a Montaner una oferta para que se uniera como lanzador de su equipo. Los padres de Montaner se negaron a aceptar la oferta dado que, con solo 16 años de edad, Montaner era todavía muy joven. De acuerdo con el destacado comentarista deportivo Luis A. "Wito" Morales, "si ese contrato se hubiera efectuado, Montaner se hubiese convertido en el primer pelotero puertorriqueño en haber jugado en las grandes ligas con los Yankees de Nueva York, el equipo al que entonces se le conocía como el "All-American". El 22 de enero de 1912, mientras jugaba en la Liga del Castillo, Montaner lanzó otro no-hitter contra el equipo "Capital Pope" de San Juan.
Montaner García y su equipo, el Ponce Baseball Club, jugaban en el Campo Atlético Charles H. Terry ubicado en la Calle Lolita Tizol en Ponce. Entre los jugadores de ese equipo se encontraban Vicente Laborde, Octavio Rodríguez, "Ciqui" Faberlle, Carlos Bonet, Angel Pou, Cayetano Pou, Cosme Beitía, "Pellin" Alicea, Leopoldo Martínez y Lorenzo Roque. Montaner García se retiró del béisbol en el año 1923 al lastimarse su brazo derecho. Montaner era un jugador derecho.

## Vida fuera del diamante

### Comerciante
Dado que las ligas profesionales de béisbol todavía no se habían formado para el tiempo de los años cuando Montaner estuvo activo, Montaner se ganaba la vida fuera del campo de béisbol. Montaner García venía de una familia de comerciantes. Su padre, Francisco Montaner Colón era dueño de una tabaquería y licorería en Ponce. Su negocio estaba ubicado cerca de la zona histórica de Ponce, en la esquina de las calles Arenas e Intendente Ramírez, en el Barrio Sexto (Cantera).

### Músico
Montaner García era amante de la música y en la década del 1930 grabó dos discos sencillos (78 rpm) con José Piñeiro en Nueva Jersey, Estados Unidos. Las grabaciones consistían de danzas por los afamados compositores Manuel Gregorio Tavárez y Juan Morel Campos. "Le encantaba la música, tocar guitarra y cantar."

### Vida familiar
Montaner García se casó con Sara Bigay y tuvieron cuatro hijos: Carmen María, Francisco (Paquito) (1925-2009), Víctor Manuel, y Ausberto (Boty).

## Últimos años y muerte
Montaner García gastó los últimos años de su retiro jugando dominos. Murió en Ponce el 5 de abril de 1945, después de haber sufrido de leucemia por algún tiempo. Tenía 50 años en el momento de su muerte. Montaner García fue la primera figura de estatura en el béisbol puertorriqueño en haber muerto. Este fue un evento que propulsó que el nuevo estadio de Ponce, el cual comenzó a construirse dos años después de su muerte, en 1947, llevara su nombre.